# Zbigniew Gietka
Zbigniew Gietka (ur. 28 lutego 1960) – polski lekkoatleta, który specjalizował się w sprincie.
W 1978 roku zdobył brązowe medale zawodów przyjaźni w biegu na 100 metrów oraz sztafecie 4 x 100 metrów. Reprezentant Polski w mistrzostwach Europy juniorów (1979) podczas których startował w biegu na 100 metrów oraz w sztafecie 4 x 100 metrów. Medalista mistrzostw Polski wśród juniorów nigdy nie wystartował w finale seniorskiego czempionatu. Jako junior reprezentował Polskę w meczach międzypaństwowych. Rekord życiowy: bieg na 100 m – 10,59 (19 czerwca 1978, Warszawa); bieg na 200 m – 21,5 (20 maja 1979, Bydgoszcz).